# It'll Be Me
Singles de Jerry Lee Lewis
Whole Lotta Shakin' Goin' On
(1957) Great Balls of Fire
(1957)
It'll Be Me est une chanson de rock 'n' roll écrite par Jack Clement sortie, pour la première fois, en avril 1957, en face B de Whole Lotta Shakin' Goin' On (Sun 267).

## Jerry Lee Lewis
La chanson est écrite par Jack Clement avec pour projet qu'elle soit la suite, en face A, du premier succès de Jerry Lee Lewis, Crazy Arms. D'après Clement, « Nous étions en train de travailler sur une chanson titrée It'll Be Me et j'étais dans la salle de contrôle, lassé de la chanson, puis je suis sorti et j'ai dit Pourquoi n'arrêtons pas cela ? Nous y reviendrons plus tard. Et Jerry a dit : coupons plutôt autre chose... ». J. W. Brown qui faisait partie du groupe a suggéré que Lewis chante une autre chanson qui avait été bien accueillie lors d'un  spectacle, Whole Lotta Shakin' Goin' On. Lorsque le single est sorti, It'll Be Me était en face B.
Une version de la chanson, plus courte et plus lente, existe, issue d'une session d'enregistrement ultérieure : elle sort en mai 1958, sur le premier album Jerry Lee Lewis.

## Source de la traduction
- (en) Cet article est partiellement ou en totalité issu de l’article de Wikipédia en anglais intitulé « It'll Be Me (Jerry Lee Lewis song) » (voir la liste des auteurs).